# Michella Kox: De Rijdende Vechter
Michella Kox: De Rijdende Vechter is een Nederlands televisieprogramma dat door RTL Nederland werd geproduceerd en online via het video on demand dienst van RTL genaamd RTL XL te zien was, het programma werd sinds 2017 ook herhaald op RTL Lounge. De presentatie van het programma was in handen van Michella Kox, hier is tevens het programmanaam naar vernoemd.
Het programma toont veel gelijkenissen met onder andere Mr. Frank Visser rijdt visite en De Rijdende Rechter. De titel van dit programma is tevens afgeleid van het laatst genoemde programma.

## Format
Het programma heeft een vaste formule en verloopt steeds volgens hetzelfde schema. Presentatrice Michella Kox krijgt elke week een mail binnen van een deelnemer met daarin de uitleg van het probleem of conflict. Vervolgens gaat Kox samen met haar sidekick, haar nichtje Samantha Kox, naar degene die de mail stuurde. Degene die de mail stuurt wordt gezien als partij één.
Kox bespreekt samen met partij één wat het probleem is en wat diegene als eventuele oplossing verwacht. Na dit gesprek gaat Kox samen met haar sidekick naar de tweede partij om de andere kant van het verhaal aan te horen. Omdat deze mensen niet weten dat ze opgegeven zijn voor dit programma zijn ze niet allen even begripvol voor de onverwachtse komst van Kox en de cameraploeg. Hierdoor is ook de kans dat ze soms de tweede partij niet te spreken krijgt. Maar zodra beide partijen hun kant van het verhaal hebben verteld brengt Kox de twee partijen bij elkaar en doet ze vervolgens een uitspraak die voor beide partijen zo eerlijk mogelijk is.

## Achtergrond
De eerste aflevering van het programma werd op woensdag 21 september 2016 uitgezonden op het video on demand dienst van RTL genaamd RTL XL. Het seizoen bestond uit een totaal van vijf afleveringen, de laatste aflevering werd uitgezonden op 19 oktober 2016. 
Doordat het programma online goed werd bekeken besloot RTL het programma sinds mei 2017 opnieuw uit te zenden maar dan op televisiezender RTL Lounge, hier werd later tevens het gehele seizoen meerdere keren herhaald. Dit was echter geen succes; niet alleen het programma scoorde slechte kijkcijfers, maar heel de zender werd vaak niet eens bekeken.